# Cuadrilla de Ánimas

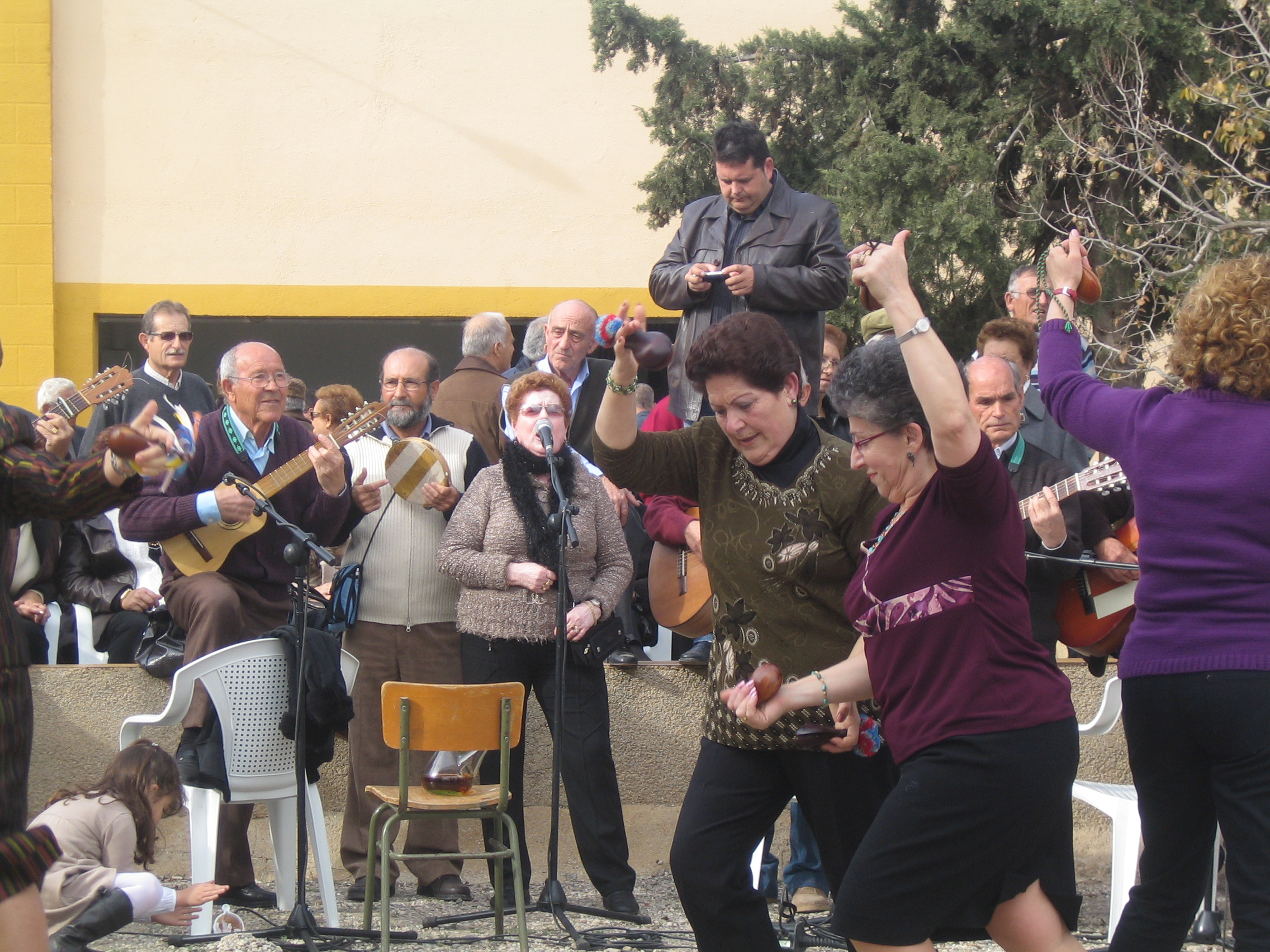
Músicos y bailaoras espontáneas de la Cuadrilla de la Zarzadilla de Totana durante el Encuentro de Aguaderas de 2008.

La cuadrilla de Ánimas es la agrupación musical tradicional característica del sureste español, típica de toda la Región de Murcia y varias comarcas del norte de Almería (Valle del Almanzora y Los Vélez), así como la Alpujarra Almeriense, norte de Granada (comarca de Huéscar, especialmente Puebla de Don Fadrique; comarca de Baza, en Cúllar, Baza, Benamaurel; así como la Alpujarra Granadina) y sur de Albacete (Sierra de Segura). 
Antiguamente se hallaban en la mayoría de los pueblos, habiendo sobrevivido hasta la actualidad (muchas de ellas renaciendo después de haberse desintegrado en los años 60) sobre todo en el medio rural y en poblaciones más o menos pequeñas.

## Origen e historia
Su nombre lo deben a la función que históricamente desempeñaban estos grupos: recaudar dinero en las épocas de festividades cristianas en nombre de las Ánimas Benditas del Purgatorio, aprovechando lo que los feligreses les daban para redimir a las almas para el mantenimiento de las ermitas o demás menesteres de estas cofradías. Esta devoción todavía presente en personas de mediana edad, común a todo el Sureste, queda patente en estas coplas del aguilando de Vélez-Blanco (Almería), cantado con rasgos del dialecto local:
dale si les queráis dar,
que Dios todopoderoso
todo sus lo premiará.

Limosna que recibemos,
en bien de las Almas va.
Que tuisco el mundo tinemos
ánimas por quién rezar.

A las Ánimas Benditas
no les cierra la puerta.
Se les dice que perdonen

## Distribución
Cuadrillas más o menos activas en la actualidad:
Cuadrillas de la provincia de Jaén:

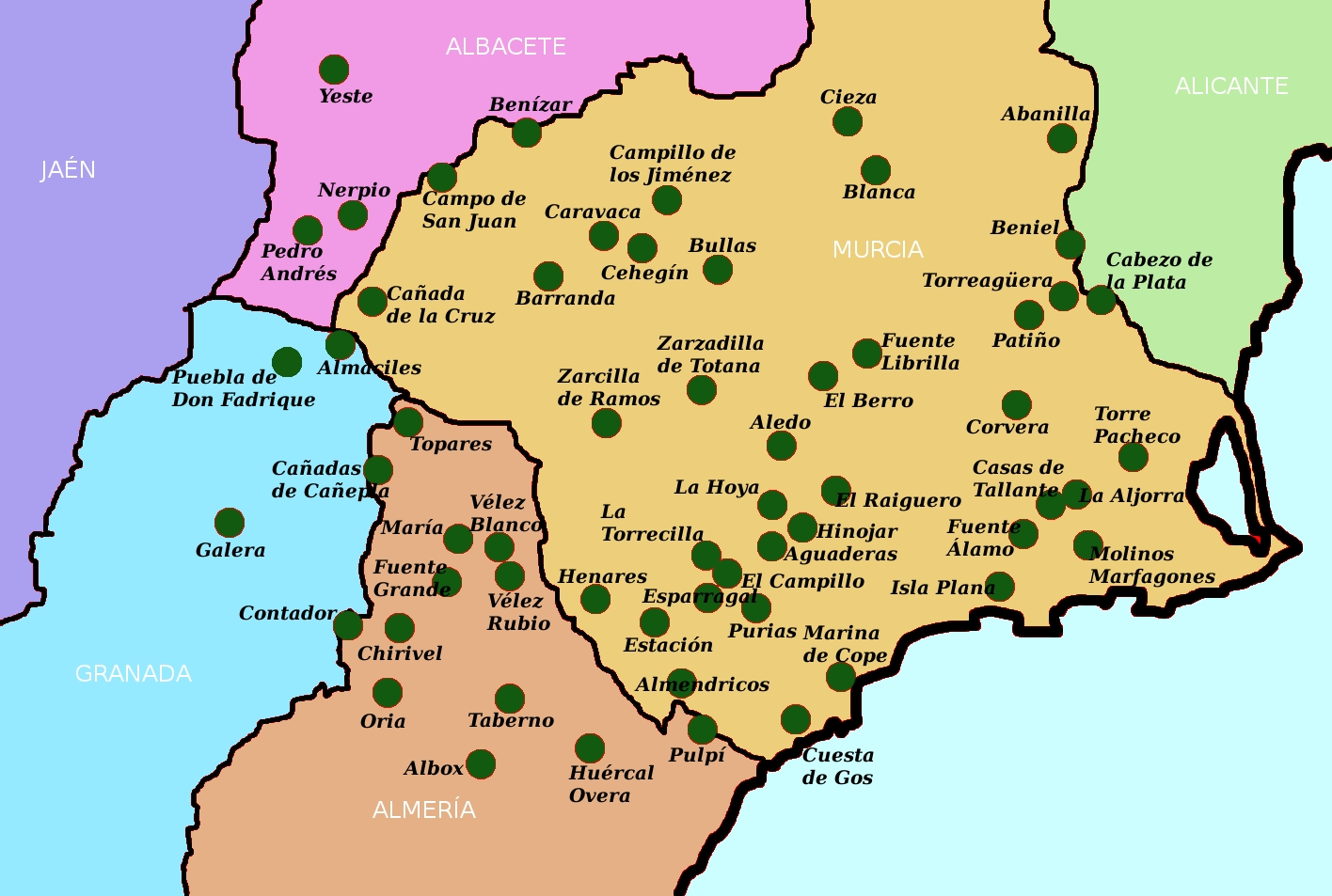
La mayor parte de las cuadrillas de ánimas activas hoy en día

- Cuadrilla de Santiago de la Espada

Cuadrillas de la provincia de Granada:
- Cuadrilla de la Puebla de Don Fadrique
- Cuadrilla de Almaciles (Puebla de Don Fadrique)
- Cuadrilla de Galera
- Cuadrilla de Castilléjar
- Cuadrilla de Baza
- Cuadrilla de San Clemente (Huéscar)
- Cuadrilla de Alicún de Ortega
- Cuadrilla de Benamaurel

Cuadrillas de la provincia de Albacete:
- La Ronda de Motilleja Motilleja Albacete
- La Ronda de Los Llanos, Albacete.
- Cuadrilla Orígenes (Coros y Danzas San Pablo) de Albacete
- Cuadrilla del Pelibayo de Albacete
- Cuadrilla Aire Serrano de Yeste
- Cuadrilla del Tío Román de Nerpio
- Cuadrilla de animeros de Nerpio
- Cuadrilla de San Juan Bautista de Pedro Andrés (Nerpio)
- Cuadrilla de Huebras (Nerpio)

Cuadrillas de la provincia de Almería:
- Cuadrilla de María
- Cuadrilla de Fondón
- Cuadrilla de la Cañada de Cañepla (María)
- Cuadrilla de Vélez-Blanco
- Cuadrilla de Topares (Vélez-Blanco)
- Cuadrilla de Vélez-Rubio
- Cuadrilla de Tonosa (Vélez-Rubio)
- Cuadrilla de Chirivel
- Cuadrilla del Contador (Chirivel)
- Cuadrilla de Oria
- Cuadrilla de los Tres Juanes (Taberno)
- Cuadrilla de Altarrampo (Albox, Taberno, Rambla de Oria y Las Pocicas)
- Cuadrilla de Pulpí
- Cuadrilla de Huércal-Overa
- Cuadrilla de El Saltador (Huércal-Overa)
- Cuadrilla de la Rambla de Oria (Oria)
- Cuadrilla de Los Cerricos (Oria)

Cuadrillas de la Región de Murcia:
- Cuadrilla de la Cañada de la Cruz (Moratalla)
- Cuadrilla de Benizar, Otos y Mazuza (Moratalla)
- Cuadrilla de animeros del Campo de San Juan, El Sabinar y el Calar de la Santa (Moratalla)
- Cuadrilla del Campillo de Los Jiménez (Cehegín)
- Animeros de Cehegín
- Animeros de Caravaca de la Cruz
- Cuadrilla de La Encarnación (Caravaca de la Cruz)
- Aguilanderos de Barranda (Caravaca de la Cruz)
- Auroros de La Copa de Bullas
- Animeros de San Blas de Bullas
- Cuadrilla de Lorca (Lorca)
- Cuadrilla de la Zarzadilla de Totana (Lorca)
- Cuadrilla de la Zarcilla de Ramos (Lorca)
- Cuadrilla de Henares (Lorca)
- Cuadrilla de El Esparragal (Puerto Lumbreras)
- Cuadrilla de la Estación de Puerto Lumbreras (Puerto Lumbreras)
- Cuadrilla de Almendricos (Lorca)
- Cuadrilla de la Cuesta de Gos (Águilas)
- Cuadrilla de la Marina de Cope (Águilas)
- Cuadrilla de Purias (Lorca)
- Cuadrilla de El Campillo (Lorca)
- Cuadrilla de Aguaderas (Lorca)
- Cuadrilla de La Torrecilla (Lorca)
- Cuadrilla de El Hinojar (Lorca)
- Cuadrilla de La Hoya (Lorca)
- Cuadrilla de Morata (Lorca)
- Cuadrilla de El Raiguero (Totana)
- Cuadrilla de El Paretón (Totana)
- Cuadrilla de Aledo
- Cuadrilla de El Berro (Alhama de Murcia)
- Cuadrilla de La Costera (Alhama de Murcia)
- Cuadrilla de Fuente Librilla (Mula)
- Cuadrilla de Sangonera la Verde
- Cuadrilla de Cieza
- Cuadrilla de Blanca
- Cuadrilla de Abanilla
- Cuadrilla de Beniel
- Cuadrilla del Cabezo de la Plata (Murcia)
- Cuadrilla de Torreagüera (Murcia)
- Cuadrilla de Patiño (Murcia)
- Cuadrilla de Corvera (Murcia)
- Cuadrilla de Torre-Pacheco
- Cuadrilla de Las Balsicas (Mazarrón)
- Cuadrilla de Perín (Cartagena)
- Cuadrilla de La Aljorra (Cartagena)
- Cuadrilla de Las Casas de Tallante (Cartagena)
- Cuadrilla de Fuente Álamo de Murcia
- Cuadrilla de Molinos Marfagones (Cartagena)
- Cuadrilla de isla Plana (Cartagena)
- Cuadrilla de la Santa Cruz del Campillo El Esparragal (Murcia)
- Cuadrilla de la Albatalía - Arboleja (Murcia)

## Piezas musicales
Las cuadrillas tocan todas las piezas características del folclore murciano y suresteño, tanto piezas religiosas (aguilandos, marchas de pascua, misas (entre ellas las Misas de Gozo), rosarios de la aurora) como otras de carácter más popular y festivo (malagueñas, jotas murcianas, seguidillas manchegas, gandulas y también la pieza más popular en la mayoría de lugares, las parrandas (o pardicas, en el noroeste murciano).

## Eltrovo
Una particularidad muy característica y de enorme valor etnográfico son los troveros, improvisadores de coplas (para los aguilandos principalmente, también para las "malagueñas trovás" y otras piezas) herederos de la tradición de improvisación de los trovadores provenzales, que de vez en cuando se juntan y baten en batallas de rimas improvisadas, los "choques", a menudo con contenidos mordaces y humorísticos.

## Instrumentos
Se emplea la instrumentación tradicional, principalmente instrumentos de cuerda y percusión: guitarras españolas, guitarros, guitarrillos, bandurrias, laúces (laúdes), panderos, panderetas, postizas (castañuelas), platillos, castañetas, etc. A éstas se agregan en algunas cuadrillas violines (p. ej. en Torreagüera), clarinetes (Aledo y la Zarzadilla de Totana) y otros instrumentos. Antiguamente consta que también se usaron la cítola y el salterio.
Mención especial merece la familia de los guitarros por tratarse de la familia completa de cordófonos rasgueados en distintos registros, que ha sobrevivido y seguido usándose en esta región cultural hasta el día de hoy.

## Encuentros de Cuadrillas
En los últimos años han surgido en el Sureste multitud de encuentros de cuadrillas (eventos festivos donde se reúnen varias de diferentes puntos geográficos, cercanos o no, para promocionar el folclore y divertirse, ya sea tocando en un escenario o al mismo nivel que el público, haciendo un corro, como siempre se ha hecho tradicionalmente) entre las cuales destacan, entre otras: el encuentro de cuadrillas de Aledo (Murcia), la fiesta de las tradiciones en Cieza (Murcia), el encuentro de Vélez-Rubio (Almería) y el de la Fiesta de las Cuadrillas de Barranda (Caravaca de la Cruz, Murcia), siendo esta última el más antiguo e importante certamen de música tradicional suresteña a nivel nacional.

## Material audiovisual demostrativo
- Aguilando/Trovos de la Cuadrilla de Aledo. Con Juan Rita, uno de los troveros más conocidos, a sus 98 años.
- Aguilando de la Cuadrilla de Blanca. Pidiendo el aguilando a la usanza tradicional por las calles de Blanca.
- Malagueña de la Cuadrilla de la Zarzadilla de Totana. En el encuentro de Aguaderas.
- Parranda de la misma cuadrilla.
- Jota de los Aguilanderos de Barranda. En una cafetería murciana.
- Rosario de la Aurora de Chirivel.
- Fandango punteao.
- Seguidillas poblatas.
- Seguidillas manchegas.
- Misa de Gozo velezana (audio).